# Gürsoy
Gürsoy ist ein türkischer Familienname, gebildet aus den Elementen gür (reichlich, viel, üppig) und soy (Familie, Abstammung, Herkunft).

## Namensträger
- Bedri Gürsoy (1902–1994), türkischer Fußballspieler und -funktionär
- Dilek Gürsoy (* 1976), deutsche Herzchirurgin
- Gürhan Gürsoy (* 1987), türkischer Fußballspieler
- Güven Gürsoy (* 1992), türkischer Fußballspieler